# 국제 도그스포츠 연맹
국제 도그스포츠 연맹(International Federation of Sleddog Sports, IFSS)은 도그스포츠 종목을 총괄하는 국제 스포츠 행정 기구이다.

## 회원국
| 국가           | 협회                           | 코드 | 대륙       | 설립   | 가맹   | 비고       |
| -------------- | ------------------------------ | ---- | ---------- | ------ | ------ | ---------- |
| 네덜란드       | 네덜란드 도그스포츠 연맹       | NED  | 유럽       |        |        |            |
| 노르웨이       | 노르웨이 개썰매 협회           | NOR  | 유럽       |        |        |            |
| 뉴질랜드       | 뉴질랜드 도그스포츠 연맹       | NZL  | 오세아니아 |        |        |            |
| 대한민국       | 대한독스포츠연맹               | KOR  | 아시아     | 2003년 | 2004년 |            |
| 덴마크         | 덴마크 도그스포츠 연맹         | DEN  | 유럽       |        |        |            |
| 독일           | 독일 도그스포츠 선수단 협회    | GER  | 유럽       |        |        |            |
| 몰타           | 몰타 생활체육 연맹             | MLT  | 유럽       |        |        | 임시회원국 |
| 몽골           | 몽골 도그스포츠 연맹           | MGL  | 아시아     |        |        | 임시회원국 |
| 미국           | 미국 도그스포츠 연맹           | USA  | 유럽       |        |        |            |
| 라트비아       | 라트비아 도그스포츠 연맹       | LAT  | 유럽       |        |        |            |
| 러시아         | 러시아 도그스포츠 연맹         | RUS  | 유럽       |        |        |            |
| 리투아니아     | 리투아니아 도그스포츠 연맹     | LTU  | 유럽       |        |        |            |
| 멕시코         | 멕시코 도그스포츠 연맹         | MEX  | 아메리카   |        |        |            |
| 벨기에         | 벨기에 머싱 선수단 연맹        | BEL  | 유럽       |        |        |            |
| 브라질         | 브라질 머싱 연맹               | BRA  | 아메리카   |        |        | 임시회원국 |
| 스웨덴         | 스웨덴 도그스포츠 협회         | SWE  | 유럽       |        |        |            |
| 스위스         | 스위스 도그스포츠 연맹         | SUI  | 유럽       |        |        |            |
| 스페인         | 스페인 왕립 동계 체육 연맹     | ESP  | 유럽       |        |        |            |
| 슬로바키아     | 슬로바키아 도그스포츠 협회     | SVK  | 유럽       |        |        |            |
| 슬로베니아     | 슬로베니아 썰매견 연맹         | SLO  | 유럽       |        |        | 임시회원국 |
| 아루바         | 아루바 스파키 캐니크로스 재단  | ARU  | 아메리카   |        |        | 임시회원국 |
| 아르헨티나     | 아르헨티나 머싱 연맹           | ARG  | 아메리카   |        |        |            |
| 아이슬란드     | 아이슬란드 썰매견 연맹         | ISL  | 유럽       |        |        | 임시회원국 |
| 아일랜드       | 아일랜드 도그스포츠 연맹       | IRL  | 유럽       |        |        |            |
| 에스토니아     | 발토스포츠 썰매견 연맹         | EST  | 유럽       |        |        | 임시회원국 |
| 영국           | 영국 도그스포츠 연맹           | GBR  | 유럽       |        |        |            |
| 오스트레일리아 | 오스트레일리아 도그스포츠 협회 | AUS  | 오세아니아 |        |        |            |
| 오스트리아     | 오스트리아 머싱 협회           | AUT  | 유럽       |        |        |            |
| 이탈리아       | 이탈리아 머싱 도그스포츠 연맹  | ITA  | 유럽       |        |        |            |
| 체코           | 체코 도그스포츠 협회           | CZE  | 유럽       |        |        |            |
| 칠레           | 칠레 도그스포츠 연맹           | CHI  | 아메리카   |        |        |            |
| 카자흐스탄     | 카자흐스탄 도그스포츠 연맹     | KAZ  | 아시아     |        |        |            |
| 캐나다         | 캐나다 하네스 도그스포츠 협회  | CAN  | 아메리카   |        |        |            |
| 콜롬비아       | 콜롬비아 도그스포츠 연맹       | COL  | 아메리카   |        |        | 임시회원국 |
| 폴란드         | 폴란드 도그스포츠 연맹         | POL  | 유럽       |        |        |            |
| 프랑스         | 프랑스 도그스포츠 연맹         | FRA  | 유럽       |        |        |            |
| 핀란드         | 핀란드 도그스포츠 연맹         | FIN  | 유럽       |        |        |            |
| 헝가리         | 헝가리 도그스포츠 연맹         | HUN  | 유럽       |        |        |            |

## 참고 문헌
- “Member federations list”. 국제 도그스포츠 연맹.
- “국제 도그스포츠 연맹”. 국제 협회 연합.
- “국제 도그스포츠 연맹”. 국제 경기 연맹 총연합회.

## 같이 보기
- 도그스포츠